# Наклонно-направленное бурение

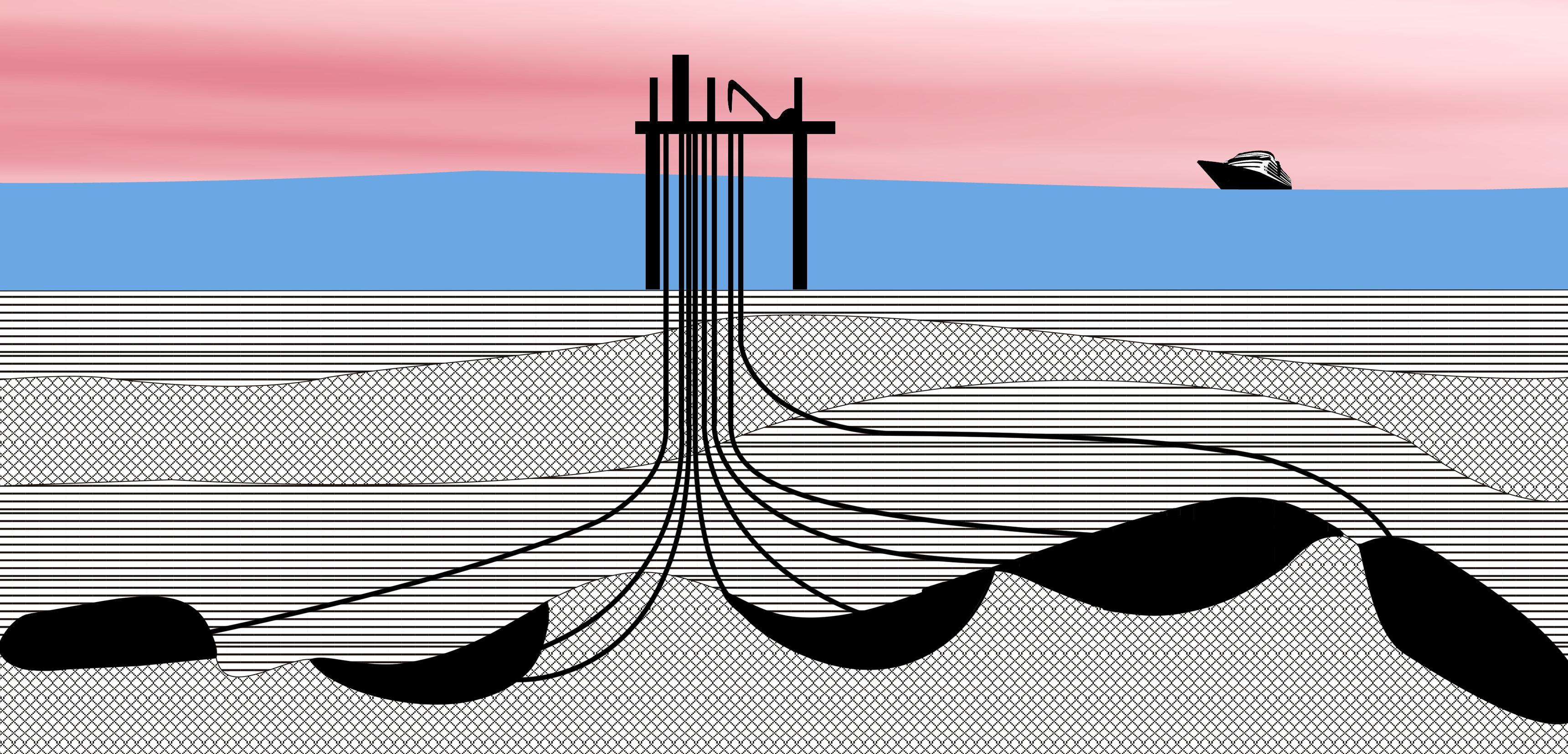
При кустовом бурении одна буровая установка (например, морская платформа) используется для создания группы скважин. При помощи наклонно-направленного бурения эти скважины могут вскрывать продуктовые пласты, находящиеся на значительном горизонтальном удалении от буровой.

Наклонно-направленное бурение, направленное бурение (англ. directional drilling, slant drilling) — метод сооружения скважин, при котором они имеют сложный пространственный профиль, включающий в себя вертикальный верхний интервал, после которого следуют участки с заданными отклонениями от вертикали. Часто используется при разведке и добыче таких полезных ископаемых, как нефть и газ, особенно при многоствольном и кустовом бурении. С 1990-х активно развиваются технологии направленного бурения для создания скважин с горизонтальными участками длиной до единиц километров. Самой длинной такой скважиной в 2017 году стала пробурённая для добычи нефти на шельфе Сахалина Z-44 Чайво (месторождение Одопту-море, Россия) — 15 км.

## История
Впервые начало применяться в середине XX века. Основоположниками данного метода являются американские нефтяники Джон Истман, Роман Хайнс и Джордж Фейлинг, впервые применившие его в 1934 году для добычи нефти на месторождении Конро, Техас. В СССР подобный метод при поддержке бакинского ученного М.П. Гулузаде  впервые применил азербайджанский нефтяник Ага Нейматулла—для добычи нефти из труднодоступных месторождений: на суше в 1941 году (район Баку Бибиэйбат) и в Каспийском море в 1946—1947 годах.
Технология контролируемого наклонного бурения развивалась постепенно. Для отклонения компоновки низа бурильной колонны (КНБК, англ. BHA) от вертикали в скважину устанавливались клиновые отклонители (уипстоки, whipstock); бурение производилось традиционными роторными компоновками. Однако направленные скважины, созданные по такой технологии, часто не достигали целевых пластов, имея значительные отклонения от целевых азимутов.
В невертикальных участках скважин с наклоном более 12 градусов при необходимости дальнейшего изменения зенитного угла может применяться забойная роторная компоновка со стабилизаторами и утяжелёнными бурильными трубами, которая создаёт на долоте отклоняющую нагрузку. Опорная компоновка (build assembly) применяется для набора угла, маятниковая (pendulum assembly) для уменьшения. Для сохранения набранного угла используется стабилизированная компоновка (tangent, packed assembly).
С 1960-х годов для направленного бурения стали применяться компоновки с кривым переходником и забойным двигателем (например, использующими гидравлический привод винтовым забойным двигателем или турбобуром). Изначально кривые переходники имели фиксированный угол наклона от 0,5 до 1 градуса. Направление в таких компоновках задавалось поворотом бурильной колонны, однако для изменения угла наклона требовалось поднятие на поверхность и замена переходника.
Позже были изобретены и внедрены переходники с управляемым изгибом (от 0 до 4 градусов), задаваемым с поверхности без поднятия компоновки из скважины. Они также использовались совместно с забойными двигателями, образуя управляемый двигатель (steerable motor). Такой двигатель может использоваться в двух режимах: роторного (вращательного) бурения, при котором усилие создаётся роторным столом или верхним приводом, и скользящем режиме, в котором бурильная колонна не вращается, а долото приводится в действие забойным двигателем. В скользящем режиме поворотом колонны задаётся азимутальный угол отклонения, а зенитный угол задаётся изгибом управляемого переходника.

## Применение
Со снижением разведанных запасов нефти и газа в поверхностных доступных пластах в мире стало расти применение наклонно-направленного бурения. В США в 2004 году в эксплуатации находилось 12 тысяч таких скважин (8 % всего фонда), в России тогда их было менее 1 %.
В начале 1970-х годов в СССР началось строительство первой наклонно-направленной скважины для разведки месторождения Одопту-море на шельфе Сахалина, скважина длиной 3406 м была закончена в 1973 году, однако нефти не дала. Её отход от  вертикали составил 2435,4 м, что в течение 10 лет было рекордом СССР.
С 1990-х развиваются роторные управляемые системы (РУС, Rotary steerable system), позволяющие управлять наклоном скважины во время роторного бурения без периодов скольжения. Изначально они использовались для бурения скважин с большими отклонениями от вертикали, но затем стали широко применяться для бурения скважин любых профилей.
ОАО «Роснефть-Сахалинморнефтегаз» первым в России начал использовать наклонно-направленное бурение с берега со сверхдальним отклонением забоев от вертикали для освоения месторождения Одопту-море на его Северном куполе. Ввод первой скважины № 202 с отходом забоя от вертикали на 4781 м с суточным дебитом 250 тонн считается началом освоения российского шельфа на Дальнем Востоке. Выбранная технология  по затратам в 4—5 раз дешевле добычи нефти со стационарных ледостойких платформ. Это месторождение стало первым в России полигоном для применения скважин со сверхдальним отклонением забоев от вертикали: глубина их залегания составляла около 1600 м, а отклонение по вертикали—от 4,5 до 6 км, коэффициент сложности 4. Использование методов наклонно-направленного бурения с углом отклонения от вертикали 80—88 градусов позволило ОАО «Роснефть-Сахалинморнефтегаз» первым начать промышленную эксплуатацию месторождений на шельфе Сахалина, опередив международные проекты «Сахалин-1» и «Сахалин-2».
Развитие в 2000-х годах наклонно-направленного бурения с горизонтальными участками до 3—4 километров длиной, совместно с многостадийным гидроразрывом пласта, позволило начать в Северной Америке экономически оправданную добычу газа, а затем и лёгкой нефти плотных коллекторов из сланцевых формаций (см. Сланцевая революция).

## Преимущества
- При наклоне конечного участка, совпадающим с наклоном пласта, большая часть скважины проходит по продуктивному пласту.
- Возможно бурение в залежи, вертикальный доступ к которым затруднён или невозможен (залежи под городами, озёрами, бурение оффшорных залежей с берега, что применяется на месторождении Одопту-море).
- Возможность кустового бурения, когда устья скважин группируются на небольшой площадке и они могут буриться одной буровой при незначительном её передвижении. К примеру, морская буровая платформа может подготовить порядка 40 скважин с одной площадки.
- Наклонное бурение позволяет создавать глушащие скважины (relief well) при предотвращении аварий, например, для остановки фонтанирующей скважины. Глушащую скважину начинают бурить с безопасного расстояния, затем направляя её точно в аварийную для закачки глушильного раствора.

## Недостатки
Ранние попытки наклонно-направленного и горизонтального бурения были значительно более медленными, чем вертикальные проекты из-за необходимости частых остановок и исследований профиля скважины, а также из-за более медленного бурения породы. Затем, с развитием забойных двигателей и измерительных средств, возросла скорость бурения и упростилось измерение.
Для наклонных скважин, зенитный угол в которых не превышает 40 градусов, возможно применение традиционных измерительных средств, опускаемых в скважину на кабеле. При больших углах и наличии горизонтальных участков, требуется применять более сложные средства.
Для скважин с большими углами также усложняется профилактика поступления песка в скважину.

### Кража нефти
В 1990 году Ирак обвинил Кувейт в краже иракской нефти на 2,4 млрд долларов с месторождения Румайла с помощью наклонно-направленного бурения и потребовал компенсации, что стало одной из причин вторжения в Кувейт в 1990 году. Несколько иностранных фирм, работавших на месторождении Румайла, также отвергли заявления Ирака о наклонном бурении как «дымовую завесу для маскировки возрастающих амбиций Ирака».
В середине XX века разразился скандал, связанный с кражей нефти с месторождения Ист-Тексас с помощью наклонно-направленных скважин. Стало известно, что операторы бурили наклонно-направленные скважины с территорий за пределами месторождения в пласт Вудбайн, подключаясь к продуктивным площадям, принадлежащим крупным компаниям. В ходе серии расследований инспекторы обнаружили и законсервировали 380 наклонно-направленных скважин. Согласно оценкам, за несколько десятилетий у законных владельцев было похищено нефти на сумму 100 млн долларов.

## Технологии
Для обустройства и эксплуатации скважин применяются буровые установки, оснащённые моторами большой грузоподъёмности (400 тонн и более) и устройством перемещения вышечного блока для кустового бурения. Механизированная система подготовки бурового раствора адаптирована под использование инвертной эмульсии на углеводородной основе, позволяет собирать шлам для очистки и утилизации.
Наиболее сложной задачей при проходке наклонно-направленных скважин является подъём и спуск буровой колонны диаметром свыше 2 м. в практически горизонтальный ствол до глубины не менее 4 тысяч метров. Для решения этой задачи на месторождении Одопту-море было решено опускать колонну без заполнения буровым раствором, а также применять растворы разной плотности в нижней и верхней частях колонны, чтобы облегчить нижнюю часть и создать движущую силу в верхней. По этой технологии был успешно произведён спуск колонн во все скважины, в том числе в № 208 протяжённостью 6446 м за 44 часа.